# Franz Rohr von Denta
Franz Rohr, din 1917 Rohr von Denta, (n. 30 octombrie 1854, Arad - d. 9 decembrie 1927, Viena) a fost un înalt ofițer în Armata Comună a Austro-Ungariei, feldmareșal.

## Studiile
Franz Rohr a fost format la Academia Militară Tereziană.

## Cariera militară
În anul 1917 a oprit ofensiva româno-rusă în Bătălia de la Mărăști.